# مدیسون، نیوجرسی
مدیسون (به انگلیسی: Madison) شهری در ایالت نیوجرسی کشور ایالات متحده آمریکا است که جمعیت آن در سرشماری سال ۲۰۱۰ میلادی، ۱۵٬۸۴۵ نفر بوده‌است.